# Sphaericobathra
Sphaericobathra é um gênero de mariposa pertencente à família Acrolophidae.